# Herb Pilzna
Herb Pilzna – jeden z symboli miasta Pilzno i gminy Pilzno w postaci herbu.

## Wygląd i symbolika
Herb przedstawia w polu błękitnym srebrną lilię podwójną, z pierścieniem w środku. Nad kartuszem otwarta korona królewska.
Motyw herbu nawiązuje do barw i symboli heraldycznych króla Ludwika Węgierskiego, który w okresie swojego panowania nadawał liczne lokacje i przywileje miastom w tym elementy własnego herbu.